# Клевер чашеносный
Кле́вер чашено́сный (лат. Trifolium cyathiferum) — однолетнее травянистое растение, вид рода Клевер (Trifolium) трибы Клеверные (Trifolieae) подсемейства Мотыльковых (Faboideae) семейства Бобовых (Fabaceae).

## Ботаническое описание
Стебель высотой 10—35 см, почти простёртый или восходящий, слабый, ветвистый, голый.
Прилистники почти круглой формы, длиной 0,3—0,5 см, основание плёнчатое, края зубчатые. Листья с длинными черешками, голые, на каждом черешке по 3 листа. Листочки обратнояйцевидно-клиновидной или эллиптической формы, концы иногда немного заострённые, края с неясными зубками.
Соцветие — головка. Головки пазушные, конечные, расположены на ножках длиной 3—7 см, обёртки крупные, чашеобразные, светло-зелёного цвета, основание почти белое. Края соцветий надрезаны на широкие зубчатые сегменты, на них находится большое количество продольных жилок. Цветки расположены по 5—12 в каждом соцветии, плёнчатые, светлые, длина трубочки практически равна длине зубца. Зубцы щетинистые, растопыренные, трёх- или четырёх-раздельные. Венчик бледно-розового цвета. Столбик нитевидный. Тычинок 10, 9 из них сросшиеся, 1 свободная.
Плод — боб, яйцевидно-продолговатой формы, сжатый, раскрывающийся, с двумя семенами. Семя сжатое, гладкое, округлой формы, коричневого или чёрного цвета, на поверхности семян могут быть пятна.
Вид описан из семян, собранных в бассейне реки Колумбии. Тип в Лондоне.

## Распространение
Клевер чашеносный распространён в Канаде (Британская Колумбия), США (штаты Айдахо, Монтана, Орегон, Вашингтон, Калифорния, Невада, Юта) и Мексике.

## Классификация
Вид Клевер чашеносный входит в род Клевер (Trifolium) трибу Клеверные (Trifolieae) подсемейство Мотыльковые (Faboideae) семейство Бобовые (Fabaceae).
|  |                          |  |                                                           |                                                           |                   |  | ещё 3 семейства (согласно Системе APG II) | ещё 3 семейства (согласно Системе APG II) |                          |  |  |  | ещё 27 триб           | ещё 27 триб |  |  |  |  | ещё около 300 видов | ещё около 300 видов |
|  |                          |  |                                                           |                                                           |                   |  | ещё 3 семейства (согласно Системе APG II) | ещё 3 семейства (согласно Системе APG II) |                          |  |  |  | ещё 27 триб           | ещё 27 триб |  |  |  |  | ещё около 300 видов | ещё около 300 видов |
|  |                          |  |                                                           | порядок Бобовоцветные                                     |                   |  |                                           |                                           | подсемейство Мотыльковые |  |  |  |                       | род Клевер  |  |  |  |  |                     |                     |
|  |                          |  |                                                           | порядок Бобовоцветные                                     |                   |  |                                           |                                           | подсемейство Мотыльковые |  |  |  |                       | род Клевер  |  |  |  |  |                     |                     |
|  | отдел Цветковые растения |  |                                                           |                                                           | семейство Бобовые |  |                                           |                                           | триба Клеверные          |  |  |  | вид Клевер чашеносный |             |  |  |  |  |                     |                     |
|  | отдел Цветковые растения |  |                                                           |                                                           |                   |  |                                           |                                           |                          |  |  |  |                       |             |  |  |  |  |                     |                     |
|  |                          |  | ещё 45 порядков покрытосеменных (согласно Системе APG II) | ещё 45 порядков покрытосеменных (согласно Системе APG II) |                   |  |                                           | ещё 2 подсемейства                        | ещё 2 подсемейства       |  |  |  | ещё 5 родов           | ещё 5 родов |  |  |  |  |                     |                     |
|  |                          |  |                                                           | ещё 45 порядков покрытосеменных (согласно Системе APG II) |                   |  |                                           |                                           | ещё 2 подсемейства       |  |  |  |                       | ещё 5 родов |  |  |  |  |                     |                     |